# Rede Amazônica Rorainópolis
Rede Amazônica Rorainópolis é uma estação de televisão brasileira com sede em Rorainópolis, cidade do estado de Roraima. Opera nos canais 11 VHF analógico e 18 UHF digital é afiliada à TV Globo. Pertence ao Grupo Rede Amazônica. Inaugurada em 6 de abril de 2005, é a primeira estação de televisão do interior de Roraima.

## História

### TV Rorainópolis (2005-2013)
Três anos após receber a autorização do canal 11 VHF no município de Rorainópolis, em 11 de agosto de 2002, a Rede Amazônica fundou a primeira estação de televisão do interior de Roraima. Foi inaugurada, em 6 de abril de 2005, a TV Rorainópolis. A emissora produzia um bloco local do Jornal de Roraima e boletins informativos durante a programação.
Em maio de 2009, a TV Rorainópolis solicitou ao Tribunal Regional Eleitoral de Roraima a permissão para não transmitir propaganda político-partidária durante o ano, alegando que não teria capacidade técnica para gerar e exibir os programas, apesar de transmitir comerciais locais durante a programação. O pedido foi aceito pelos juízes do TRE.
Em 9 de abril de 2013, três dias após as comemorações de oito anos da estação, a Rede Amazônica, através da TV Roraima, anunciou o fim das atividades da TV Rorainópolis como microgeradora, extinguindo a produção local. O motivo seria a geração de comerciais locais, o que não é permitido pela Rede Globo para microgeradoras não reconhecidas no Atlas de Cobertura, que era o caso da estação de Rorainópolis.
A estrutura de transmissão da emissora seguiu operando como uma repetidora. A cidade passou ter apenas um repórter correspondente para enviar reportagens à TV Roraima e aos telejornais interestaduais da Rede Amazônica, produzidos pela TV Amazonas.

### Rede Amazônica Rorainópolis (2023-presente)
Em 10 de março de 2023, a Rede Amazônica anunciou a reativação da estrutura da TV Rorainópolis no município, direcionando a estação para cobrir cinco municípios da região sul de Roraima. O relançamento da emissora foi anunciado em um evento ocorrido no mesmo dia, com a presença do governador Antonio Denarium e de prefeitos das cidades cobertas pela Rede Amazônica Rorainópolis, além dos executivos do Grupo Rede Amazônica.
A estação foi reinaugurada oficialmente em 1° de julho, voltando a inserir comerciais locais após dez anos. No dia 3 de julho, aconteceu a reestreia da edição local do Jornal de Roraima 2ª Edição, apresentada por Carolina França. Assim como nas demais emissoras do grupo no interior dos estados, o telejornal é gerado nos estúdios da Rede Amazônica em Manaus.

## Sinal digital
| Canal virtual | Canal digital | Resolução de tela | Programação                                                  |
| ------------- | ------------- | ----------------- | ------------------------------------------------------------ |
| 11.1          | 18 UHF        | 1080i             | Programação principal da Rede Amazônica Rorainópolis / Globo |

A Rede Amazônica recebeu a concessão para operar o sinal digital na repetidora de Rorainópolis através do canal 18 UHF. A tecnologia foi instalada na reinauguração da Rede Amazônica Rorainópolis, em 1° de julho de 2023.

## Programas
Além de retransmitir a programação estadual da Rede Amazônica Boa Vista e nacional da TV Globo, a Rede Amazônica Rorainópolis exibe o seguinte programa:
- Jornal de Roraima 2.ª Edição: Telejornal, com Carolina França;[nota 1][11]

A emissora também já produziu e exibiu o boletim informativo 24 Horas, exibido durante os intervalos comerciais.

## Equipe

### Membros atuais
- Carolina França[12]
- Ester Arruda[13]